# 8-as busz (Sopron)
A soproni 8-as jelzésű autóbusz Autóbusz-állomás és Somfalvi út, Volán-telep végállomások között közlekedik.

## Története
A járat az Autóbusz-állomás 4-es kocsiállásáról indul, és a Táncsics utcán, majd a Somfalvi úton át közlekedik.
 A járat korábban a Selmeci utca helyett a Ferenczy János utcán (az egyirányú szakasz miatt ellenkező irányba a Mező utcán) keresztül közlekedett. A 90-es évek vége felé megszűnt, és csak 2003. június 14-én indult újra, de csak a Lackner Kristóf utca irányába. 2005-től az egyirányú Mező utca kötelező haladási irányának megfordítása után a járat a Selmeci utcán keresztül közlekedik, továbbra is a Táncsics Mihály utca 4. (most: Táncsics Mihály utca, templom) megálló érintésével. A vonalon 2011. július 31-ig helyi buszok szállították az utasokat, de csak Somfalvi út, Volán-telep → Lackner Kristóf utca, autóbusz-állomás viszonylatban, azonban a járat 2011. augusztus 1-jétől már mindkét irányban közlekedik, ugyanis a vonalon integrálásra került a helyi és a helyközi közlekedés, ezért ezt a viszonylatot a 7210 Sopron–Fertőd–Kapuvár viszonylatú, helyközi autóbuszjáratok szolgálják ki, amelyek az autóbusz-állomás és Somfalvi út, Volán-telep között helyi utazásra is igénybe vehetők.
 A Volán-telepre járt még a Jereván lakótelepről induló 9-es busz is, amely a Várkerületen át, a vasútállomás érintésével közlekedett. A fenti fejlesztéssel egyidejűleg megszűnt a 9-es járat, továbbá a Táncsics utcában lévő, Faraktár utca (korábban: Táncsics utca 42.) elnevezésű megállóhely is, valamint a buszok már a Táncsics utca, templom megállóhelyen sem állnak meg.

## Útvonal
| Autóbusz-állomás → Somfalvi út, Volán-telep |
| --- |
| Autóbusz-állomás végállomás – Dózsa utca – Ferenczy János utca – Lackner Kristóf utca – Selmeci utca – Táncsics Mihály utca – Somfalvi út – Somfalvi út, Volán-telep végállomás |

| Somfalvi út, Volán-telep → Autóbusz-állomás                                                                                                  |
| --- |
| Somfalvi út, Volán-telep végállomás – Somfalvi út – Táncsics Mihály utca – Selmeci utca – Lackner Kristóf utca – Autóbusz-állomás végállomás |

## Megállóhelyek
| Távolság (km) | Idő (perc) | Megállóhely neve / korábbi neve(i)                        | Idő (perc) | Távolság (km) | Átszállási lehetőségek | Fontosabb nevezetességek, helyek, áruházak és intézmények a közelben                                     |
| ------------- | ---------- | --------------------------------------------------------- | ---------- | ------------- | --- | --- |
| 0             | 0          | Autóbusz-állomás                                          | 5          | 2,2           | 1, 2, 3, 3Y, 4, 5, 5A, 5B, 5T, 5Y, 7, 7A, 7B, 7T, 10, 10B, 10Y, 11Y, 12, 12B, 13, 13B, 14, 14B, 15, 15A, 17, 21, 27, 27A, 27B, 27T, 32, 33 Helyközi és távolsági autóbuszjáratok | Soproni autóbusz-állomás Soproni Rendőrkapitányság Káposztás utcai Stadion INTERSPAR áruház Vásárcsarnok |
| 1,9           | 4          | Somfalvi út, Vándor Sándor utca Somfalvi út, Hofmann Kft. | 1          | 0,3           | | |
| 2,2           | 5          | Somfalvi út, Volán-telep Volán telep                      | 0          | 0             | | Volánbusz (korábban ÉNYKK, Kisalföld Volán) soproni járműtelep                                           |